# 商業史
商業史（しょうぎょう、commercial  history）は、商学、商業学、流通論に関する学説史の研究である。

## 概説
経済史（経済学説史）、経営史（経営学説史）の中でも、特に商業あるいは商学、流通に関する歴史を研究するものである。学術団体については、1951年4月21日、日本商業学会が慶應義塾大学教授向井鹿松を初代会長として設立された。

## 日本における商業史研究

### 日本国内の商業史
- 商業の発達を、日本における近世産業の形成期である江戸時代初期から現在に至るまでの経済発展を商業・流通という観点から考察する。特に近代においては流通革命といわれる商業活動の変革に着目する。
- 近世商業の展開は、近世前期の商業と近世中・後期の商業からなる。
- 近世前期の商業は、①幕藩制と商業、②全国市場と藩領域市場の成立、③問屋制の成立、④近世前期の商業政策などである。
- 近世中期・後期の商業は、①商品の生産の進展と全国市場、②宝暦年間の流通機構と株仲間政策、③専売制の展開と中央市場、④株仲間の停止令と再興令、⑤開港と商品流通の変化
- 江戸時代の商業…商品取引経路と商業慣行、商人経営と商業組織、信用制度などに言及されており、商業活動の具体的な内容や，商業の発達にともないさまざまなタイプの商人が発生したこと、また取引技術の合理化がみられた。
- 近代商業の社会経済環境
- 近代商業経営の成立
- 貿易と国内商業
- 代商業の展開に言及している。
- 人間生活と商業・流通…暮らしのなかの流通（分業・交換・流通）、交易圏の広がりと経済
- 近世商業の展開
  - 江戸時代前期の商業…幕藩制度の維持のための領主的商品流通
  - 江戸時代中・後期の商業…商品生産の進展と全国市場、貨幣経済の発展と幕藩の財政破綻
- 近代商業の展開（明治時代・大正時代の商業）…殖産興業政策・近代商業経営の成立
- 1900年以降の商業・流通を学ぶ①2000年初頭、現在の商業環境を検証する
- アジア・太平洋戦争後（戦後）の商業・流通
  - 大量生産体制の確立と販路整備
  - 生産と商業の相克
  - 過剰生産の潜在的圧力
  - メーカー主導型流通の崩壊…建値制、メーカー希望小売価格、再販売価格など
- 明治時代
  - 明治国家と企業
  - 近代的会社制度の発展
  - 大企業時代の到来：大正・昭和初期の日本の企業
  - 都市型産業の誕生と企業活動の国際化
  - 日本における「現代企業」の成立と日本型人事労務管理の生成
- 昭和時代
- 第二次世界大戦前の日本経済と企業
- 第二次世界大戦後復興期の日本企業 
  - 高度成長から安定成長へ
  - 高度・安定成長を実現したメカニズム
  - 資本家企業の成長：ベンチャーから大企業へ
- 中小企業と産業集積
- 流通業革新と技術革新
- マーケティングの導入（1955年）
- 流通革命
- スーパーマーケットの登場
- 平成時代
- 日本的経営の光と影
- 新しい流通・商業の形態…SCM、SPAなど。

### 世界規模で考える商業史
- 古代オリエントと地中海世界
- ギリシアとローマ
- 古代から中世へ
- 地中海商業の復興
- 商業革命
- シャンパーニュとフランドル
- バルト海商業
- レヴァント貿易
- 16世紀の商業革命
- オランダの17世紀
- 世界貿易の中のアジアと日本
- イギリス商業の発展…重農主義、重商主義、アダム・スミスらの古典派経済学
- 産業革命と商業
- 植民地貿易の諸相
- 大衆消費社会の誕生
- イギリス
  - 産業革命期の企業経営
  - 19世紀の企業経営
  - 19世紀末から第二次大戦までの企業経営
- アメリカ合衆国
  - 大企業形成の歴史的背景
  - 大企業の発展：内部成長型
  - 大企業の発展：企業結合型
  - 集権的職能部門制組織と分権的事業部制組織
  - 経営者企業の成立
- ドイツ
  - ドイツの工業化と企業経営の特徴
  - 大企業体制の成立
- 戦後イギリスの企業経営
- 戦後アメリカ企業の展開
- 商業によるグローバリゼーション
- マーケティングの誕生（1902年または1905年）
- 17世紀：世界市場の形成
- 18世紀：産業革命
- 19世紀：世界市場の拡大と深化
- 20世紀：国際市場の完成
- 21世紀：国際化とグローバル化、情報化

## 著名な研究者
- 竹内幸雄（日本大学商学部教授、同大学院商学研究科教授、博士（商学）（明治大学））
- 斯波照雄（中央大学商学部教授）
- 飯田巳貴（専修大学商学部講師）
- 山本通（神奈川大学経済学部教授）
- 廣田誠（大阪大学）
- 田中豊喜（明治大学商学部教授）
- 宮本又郎（関西学院大学）
- 椿本晃久（徳島文理大学短期大学部講師）
- 藤田裕邦（福岡大学商学部准教授）
- 本村希代（福岡大学商学部准教授、博士（経済学））
- 武野要子（兵庫大学名誉教授(元経済情報学部教授)、博士（経済学）（九州大学））